# テナガエビ
テナガエビ（手長蝦、草蝦）は、テナガエビ科テナガエビ属 Macrobrachium に分類されるエビの総称。熱帯・温帯の淡水域や汽水域に生息する大型のエビで、和名通り第2歩脚が長く発達する分類群である。多くの種類がある中、日本ではその中の1種 Macrobrachium nipponense に「テナガエビ」の和名が充てられている。

## 特徴
熱帯から温帯に広く分布し、熱帯にいる種類が多い。たとえば日本の九州以北では通常テナガエビ、ヒラテテナガエビ、ミナミテナガエビの3種しか見られない一方、南西諸島では前述の3種を含めた15種が分布する。
体長は3cmほどのものから20cmほどのものまで種類によって差がある。成体は全身が緑褐色から灰褐色である。若い個体は半透明の体に黒いしま模様があり、スジエビ類に似る。スジエビは目の後ろにある肝上棘（かんじょうきょく）が無く、そこで若いテナガエビと区別できる。
一番の特徴は、和名通り長く発達した鋏脚である。これは第1歩脚が大きいザリガニやカニなどと違い、第2歩脚が大きくなったもので、よく見ると大きな鋏脚の内側にもう1対の小さな第1鋏脚がある。成体のオスの鋏脚は種類によっては体長よりも長い一方、メスや若い個体は細く短い。この脚は餌をつかんだり、他の個体を排除したりするのに用いる。水底を歩く時には大小2対の鋏脚を前に突き出し、後ろの3対の歩脚で移動する。

## 生態
温暖な地方の淡水や下流・汽水域の河川、湖沼に生息する。高地の水の澄んだ湖沼には生息せず、移植しても定着できない。夜行性で、昼間は石の下や護岸の穴やテトラポッドの下、水草の茂みに隠れている。曇って陽が照っていない時であれば昼でも活動し、姿を確認することができる。縄張り意識が強く、他の個体と遭遇すると戦って排除する。
食性はほぼ肉食性で、水生動物や魚の死骸、イトミミズなどの有機物を食べる。藻類などを食べることもあるが、飼育下で動物性のえさが少ないと共食いもする。
繁殖期は5月から9月までで、夏に多く産卵する。小卵多産で、メスは直径1mm足らずの卵を1000 - 2000個ほども産卵し、腹肢に抱えて孵化するまで保護する。テナガエビ類はほとんどが両側回遊型で、幼生は海、少なくとも汽水域まで降河しないと成長できない。孵化したゾエア幼生は川の流れに乗って海へ下り、植物プランクトンやデトリタスを食べて成長し、1ヶ月ほどで体長5mmほどの稚エビになる。稚エビは川底を歩いてさかのぼり、以降は淡水域で過ごす。
寿命は1年から3年ほどで、環境による個体差はかなりある。20cm級のテナガエビは2 - 3年生きているものである。また、オスの方が長生きする。

## 別名
カワエビ（各地）、ダンマ、ダクマ、ダグマ（九州地方）タナガー（沖縄方言）など

## 利用
食用に漁獲され、重要な漁業資源となっている地方もある。地域によって様々な漁法があるが、魚やアメリカザリガニのように釣りで漁獲することもできる。肉食が強いので、釣り餌も赤虫やサシ（蛆）、ミミズなどが使われる。他にもソーセージ、魚の切り身、イカ等でも釣れる。塩茹でや唐揚げなどで食べられるが、他の淡水魚や淡水性甲殻類と同様に寄生虫を保持する可能性があり、生食はされない。
食用以外に観賞用として飼育する人もいるが、肉食性のため小魚や小型のエビを一緒に飼育すると捕食してしまう。また、多数を一緒に飼育すると共食いや喧嘩を繰り返し結局は1匹だけ残るので、1匹ずつ飼育した方がよい。

## おもな種

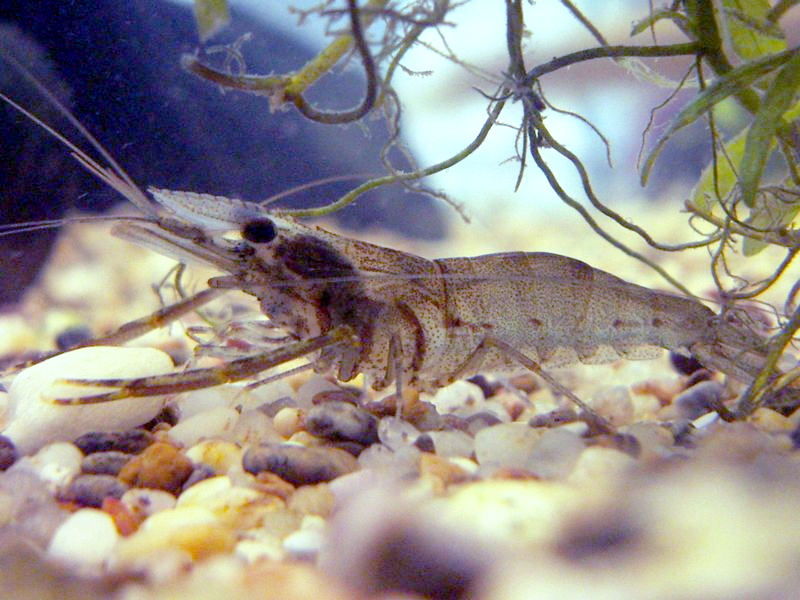
ミナミテナガエビのメス

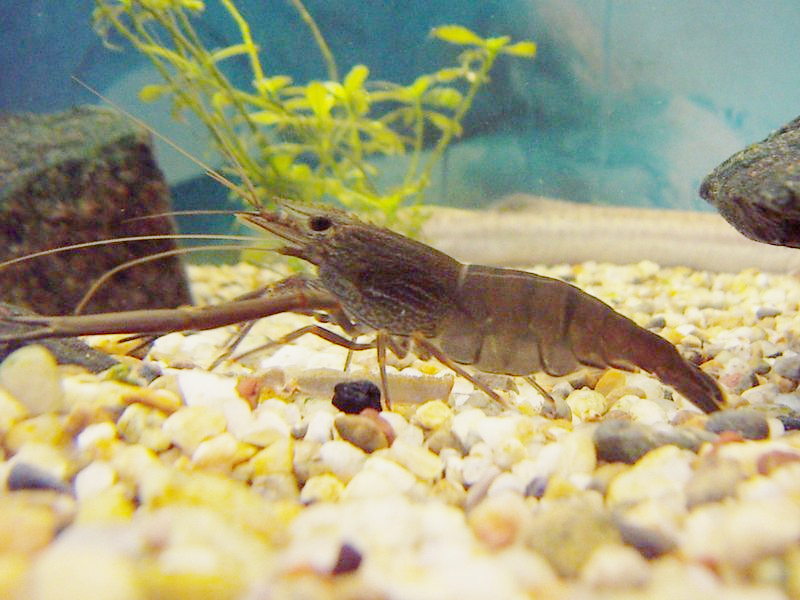
ヒラテテナガエビのメス

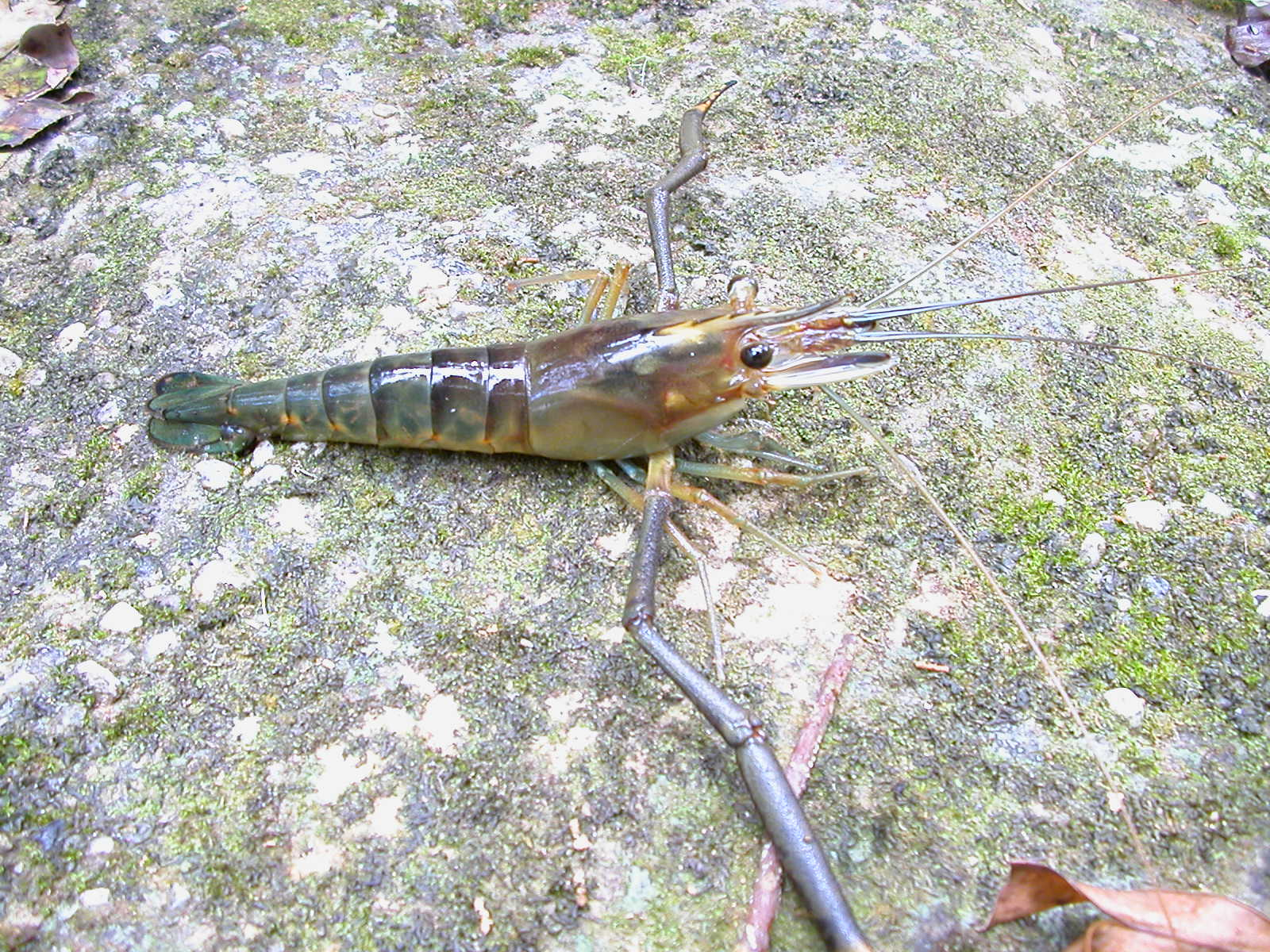
コンジンテナガエビ

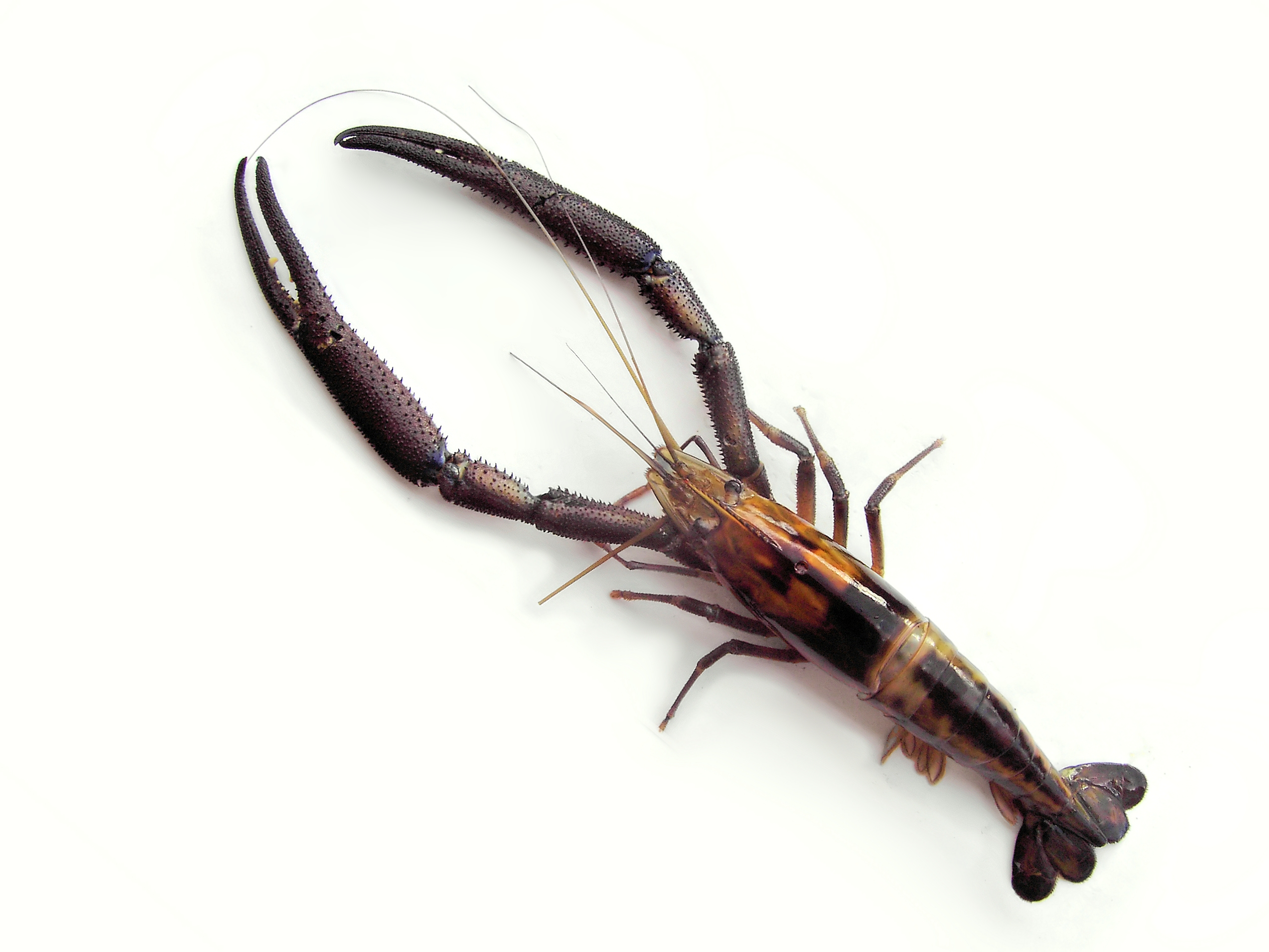
A bigclaw river shrimp.

テナガエビ Macrobrachium nipponense (De Haan, 1849)
体長10cmほど。朝鮮半島南部、中国北岸、台湾、本州（青森県三八地方以南）、四国、九州に分布するが、九州ではヒラテテナガエビやミナミテナガエビの方が多い。鋏脚が非常に細長く、オスでは体長の1.8倍に達する。地方によっては淡水でも成長できる河川残留型（陸封型）となり、湖やダムで繁殖する個体群もいる。
ヒラテテナガエビ Macrobrachium japonicum (De Haan, 1849)
ヤマトテナガエビともいう。体長9cmほど。千葉県以南から台湾までの水のきれいな川に生息する。川をさかのぼる力が強く、流れが速い川の上流部にも生息している。名前のとおり第2胸脚が太くて平たく、胸部の横には細い縦じまもようがたくさんある。
ミナミテナガエビ Macrobrachium formosense Bate, 1868
体長10cmほど。千葉県以南から台湾まで分布し、九州や沖縄で「テナガエビ」といえばこの種類を指すことが多い。第2胸脚はヒラテテナガエビよりは細いが、テナガエビより太くて短い。また、胸部の横のもようは太い"m"字型である。ヒラテテナガエビよりも下流域に多い。
ザラテテナガエビ Macrobrachium australe (Guérin-Méneville, 1838)
体長8cmほどで、テナガエビとしては小型種。長い鋏脚の先端半分に小さな棘が密生し、ザラザラしているのでこの名がある。太平洋・インド洋の沿岸河川に広く分布し、日本では種子島以南に分布する。
ショキタテナガエビ Macrobrachium shokitai Fujino et Baba, 1973
日本で唯一の完全河川残留型（陸封型）のテナガエビで、幼生は海に下らずに稚エビになる。沖縄県西表島の固有種で、台湾や中国に分布する同様の陸封種タイリクテナガエビ M. asperulum (Von Martens, 1868) から分岐したと考えられている。名前はエビ研究者の諸喜田茂充に対する献名である。環境省レッドリスト準絶滅危惧（2000年）、沖縄県レッドデータブック絶滅危惧II類（2005年改訂）。
コンジンテナガエビ Macrobrachium lar (Fabricius, 1798)
体長15cmにもなり、成長したオスは鋏脚を含めると30cmに達する大型種。オスの鋏脚は鋏部分が外側に大きく曲がる。西太平洋とインド洋の沿岸河川に分布するが、日本での分布域は屋久島以南である。
オニテナガエビ Macrobrachium rosenbergii (de Man, 1879)
体長28cm程度になる淡水産の大型種。タイ、マレーシアなどの東南アジア原産。台湾、中国などでも移入され、食用に養殖されている。色は藍色で、頭部が大きく、第二歩行足が体長よりも長い。

別義として、主としてイタリア料理などで用いられるアカザエビのことをテナガエビと呼称する場合もある。ただし、アカザエビは深海域に生息するザリガニ下目に分類される種で、完全に異なる。

## 関連画像

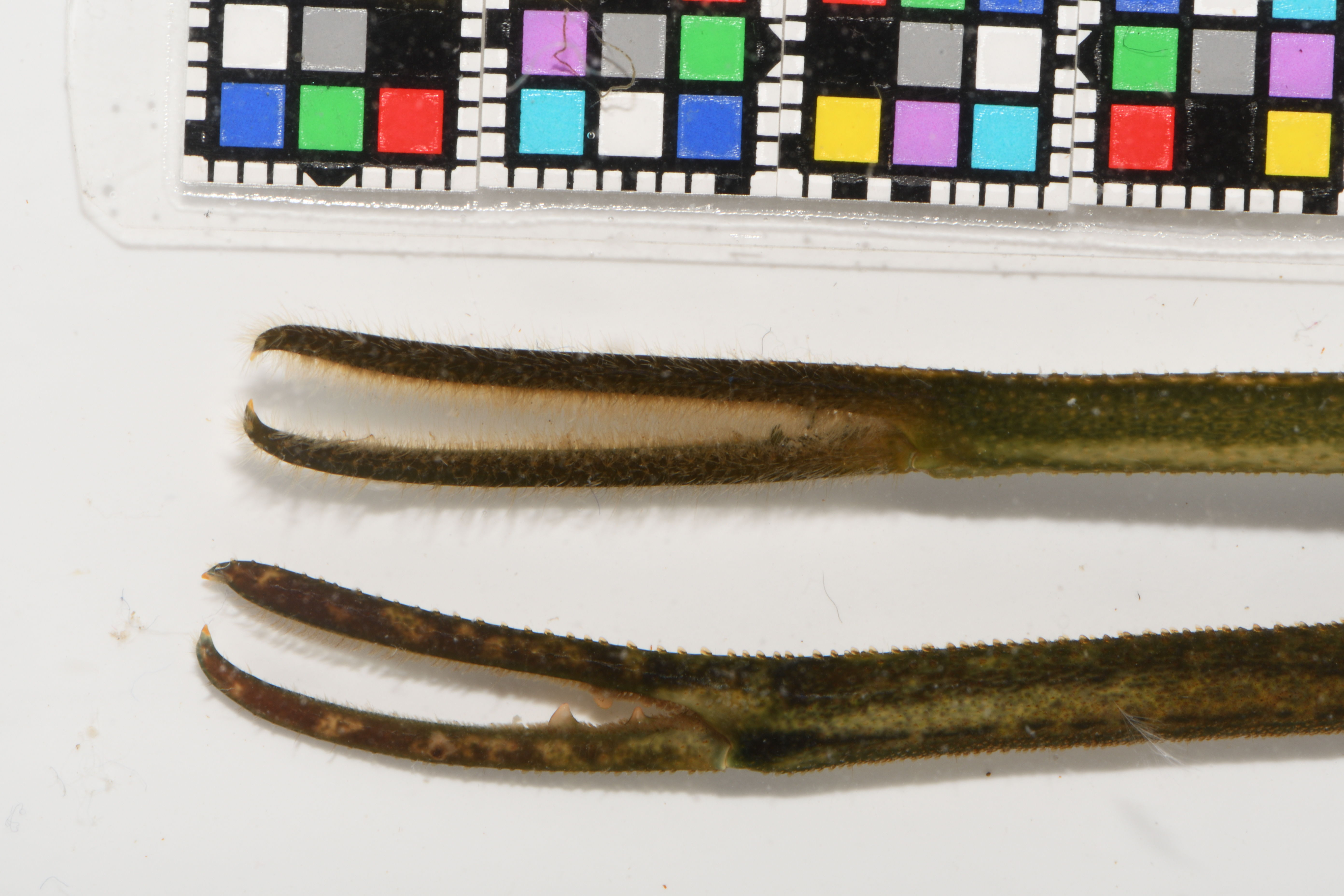
上：テナガエビ（鋏に毛が多い）；下：ミナミテナガエビ（鋏に毛が少ない）。
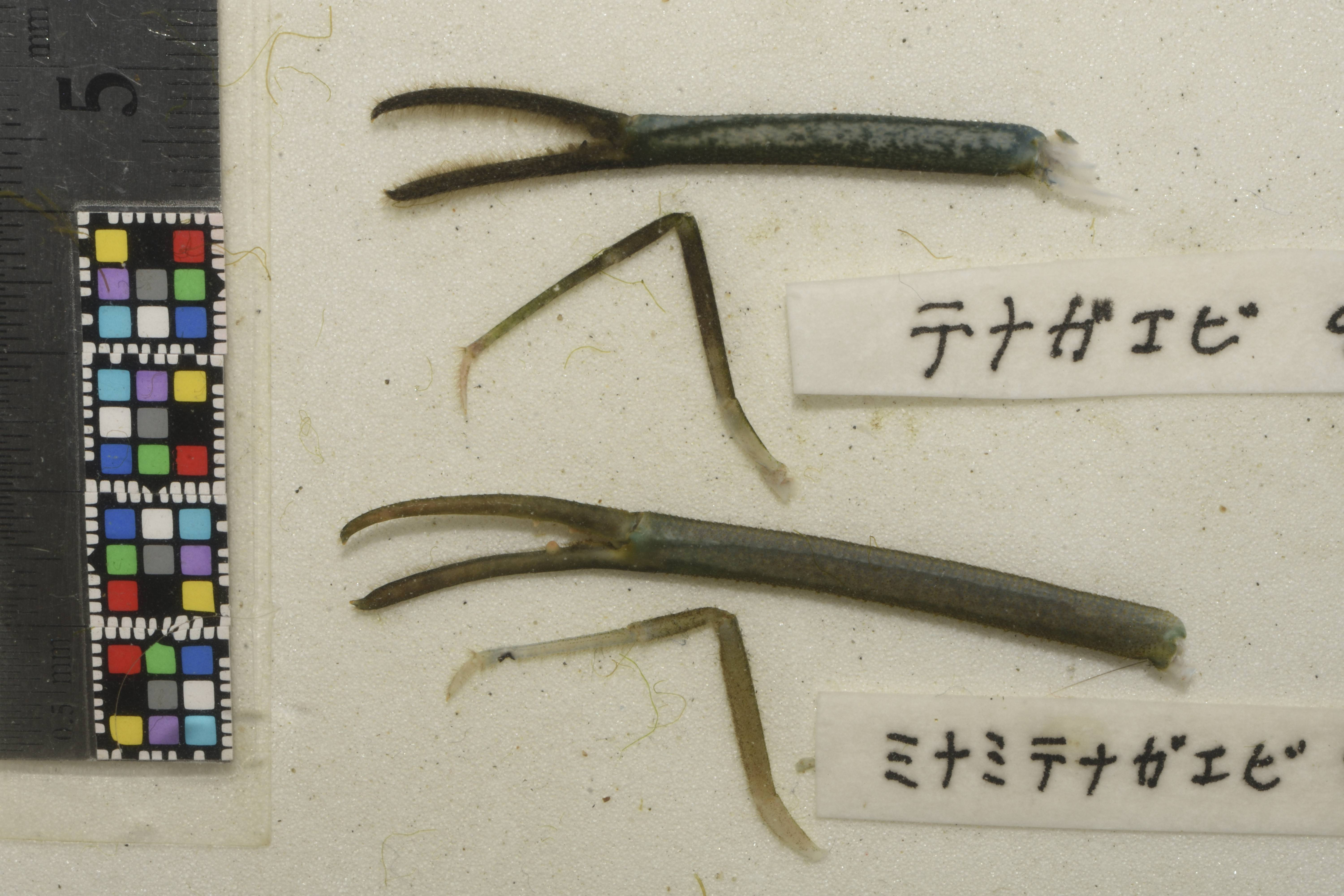
テナガエビ（上）の歩脚の爪は、ミナミテナガエビ（下）に比べて長い。
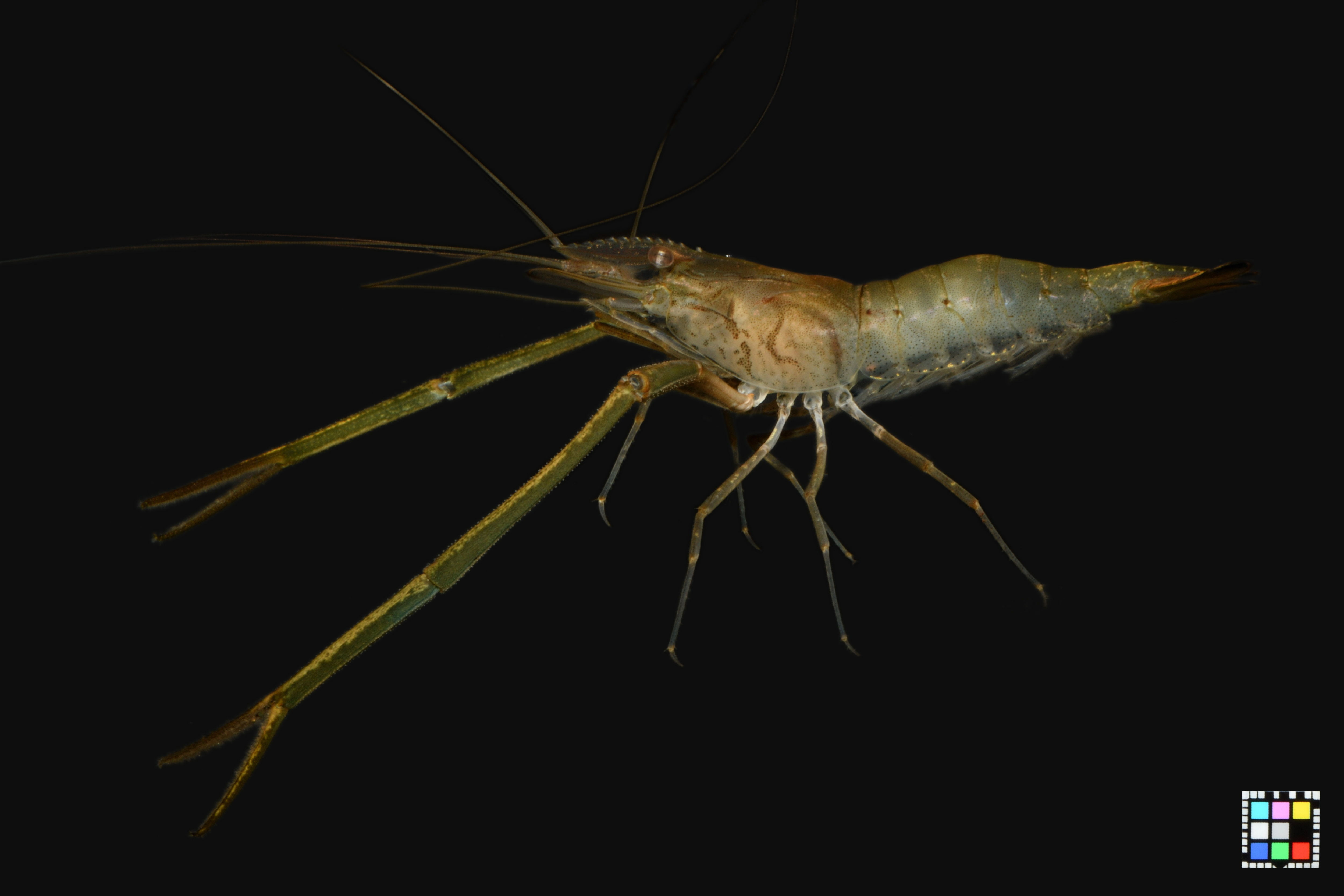
テナガエビの大型オス（福岡県 樋井川汽水域）。少なくとも九州北部では、テナガエビは汽水域と溜池（陸封型）に分かれて分布する。河川淡水域にはごく少ない。
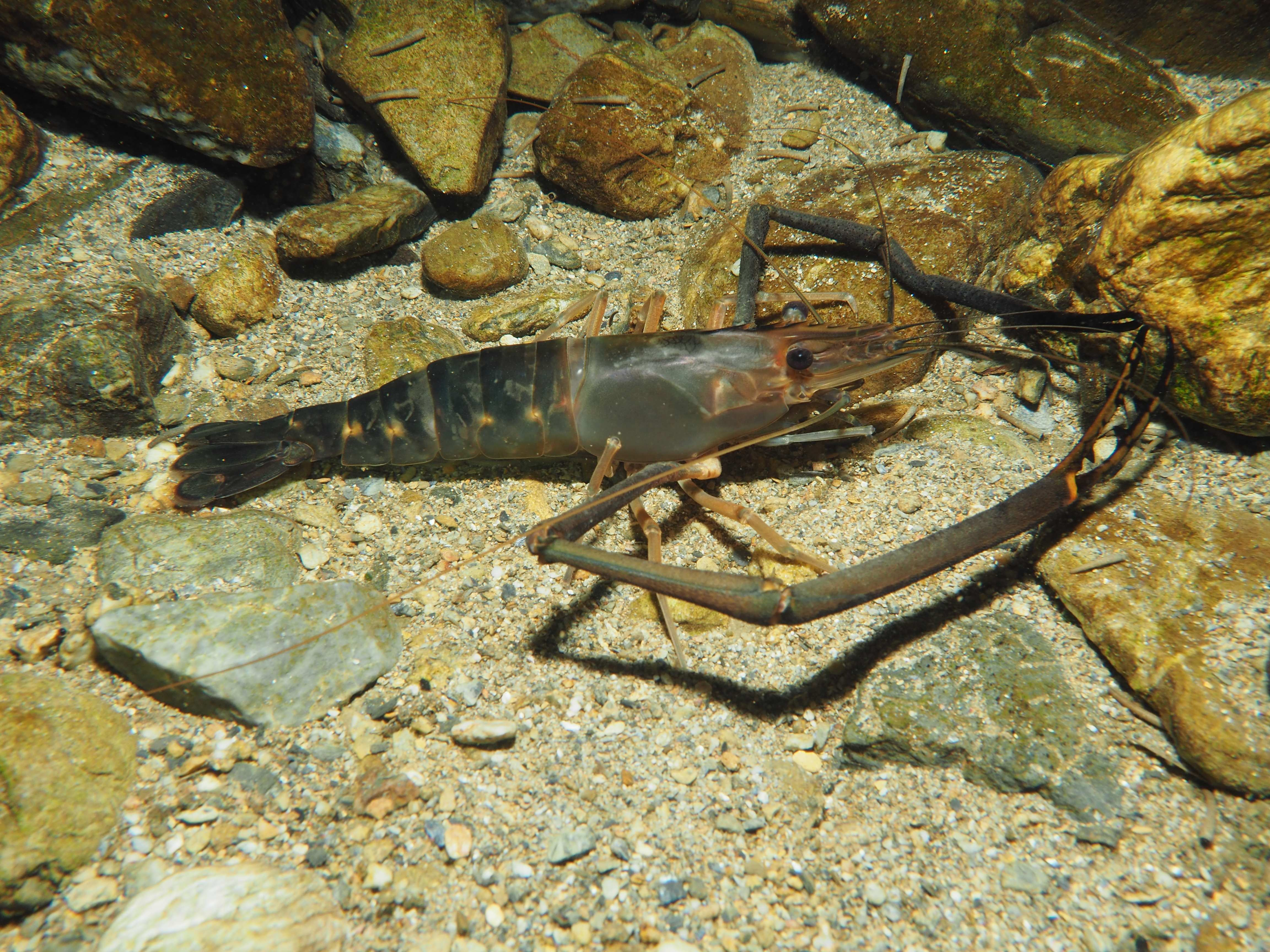
コンジンテナガエビのオス。沖縄島。
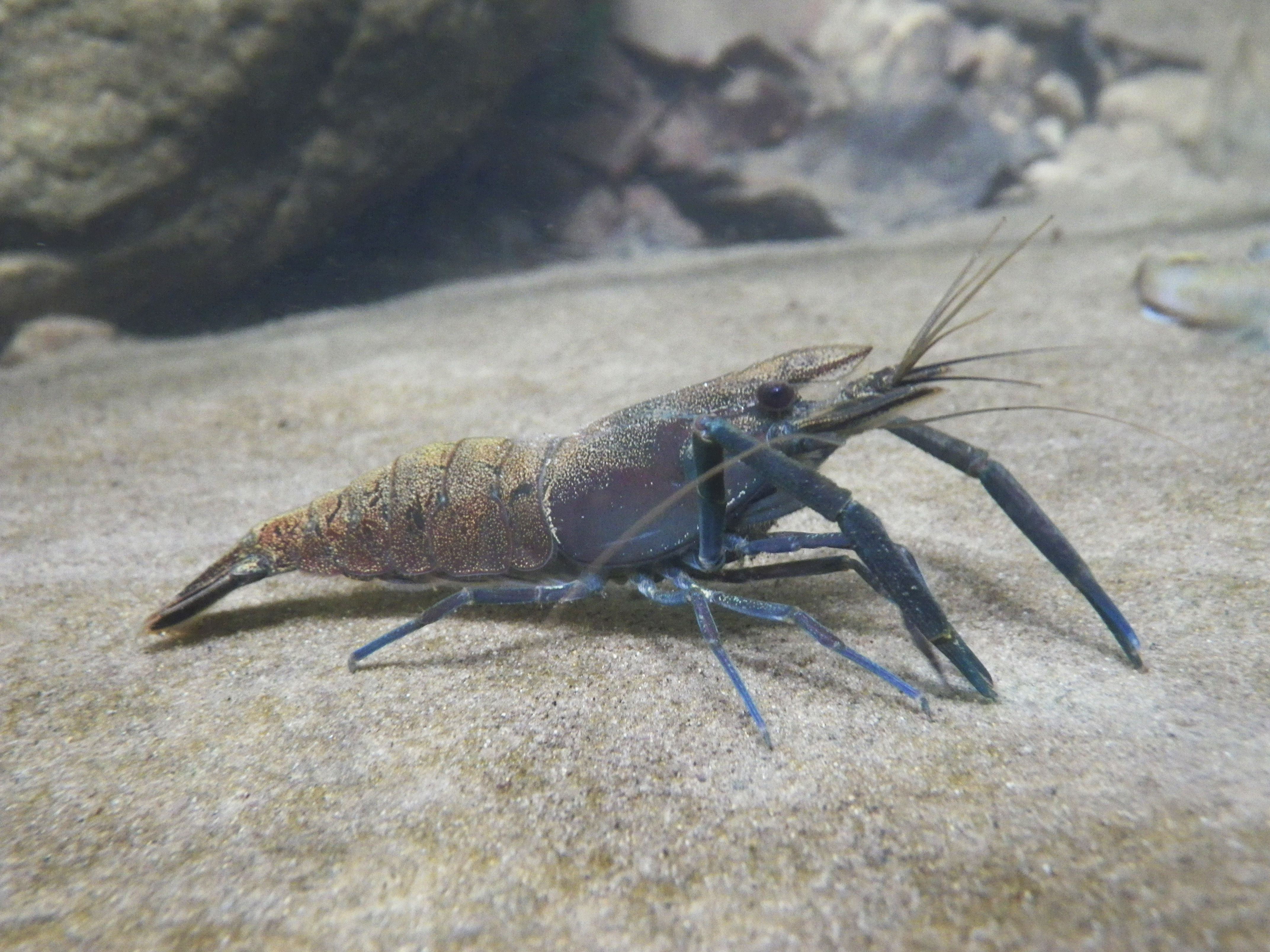
ショキタテナガエビ（西表島）。
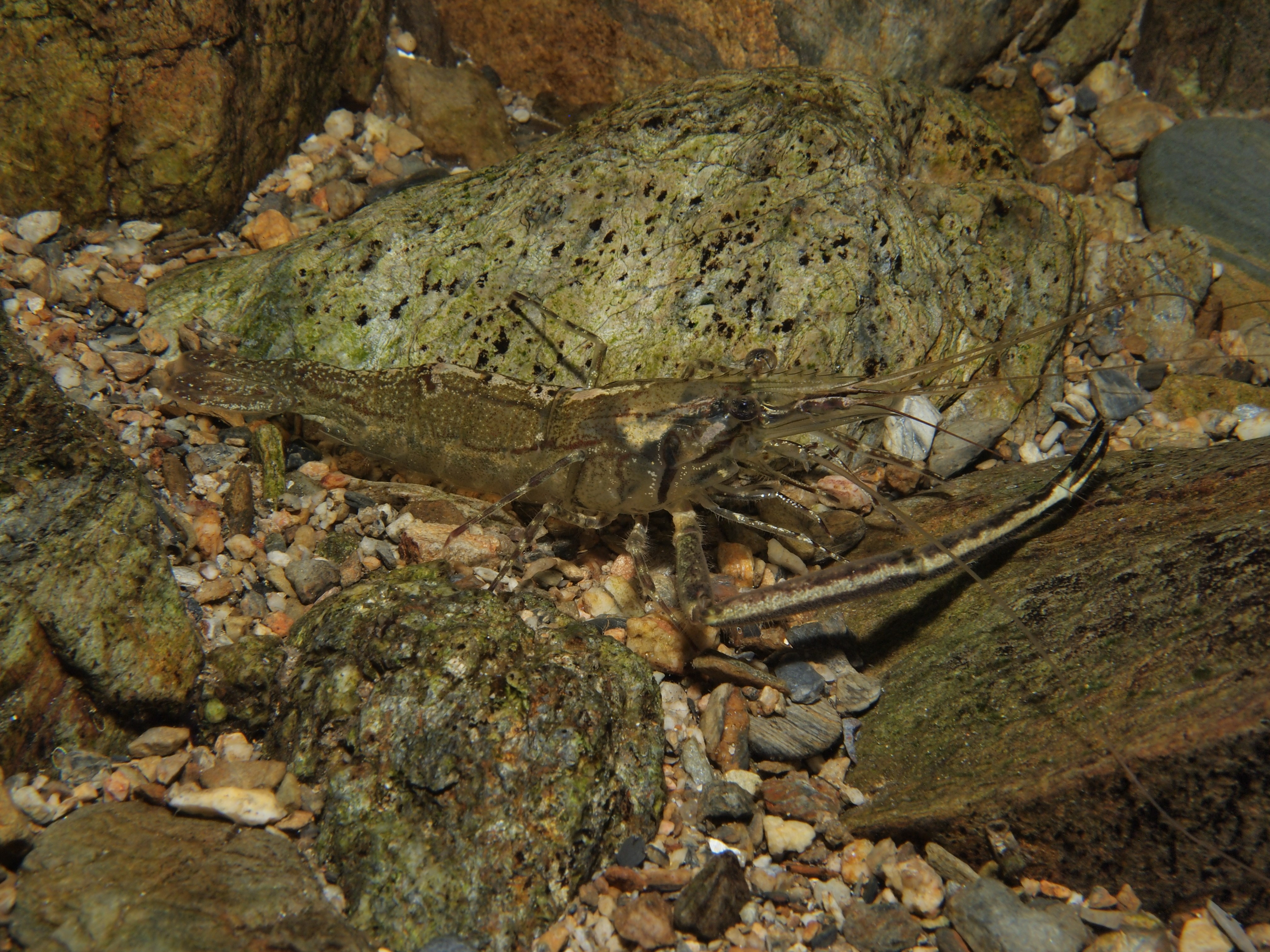
ザラテテナガエビのオス（沖縄島）。